# Белая Немка
Белая Немка — речка в Шумячском районе Смоленской области, левый приток Немки. Длина 19 километров.
Начинается возле деревни Халиповка Шумячского района Смоленской области. Далее течёт на запад, потом на юг, протекая через деревни Красный Пахарь, Орловка, Починичи, Иоргиново, Погуляевка, Петуховка.
В Белую Немку впадают Ольховка, Иловка и безымянные ручьи.